# Strube D&S
Die Strube D&S GmbH ist ein traditionsreiches, mittelständisches Unternehmen im Bereich der Pflanzenzüchtung mit Sitz in Söllingen im nördlichen Harzvorland. Der Zweitsitz des Unternehmens befindet sich im 20 Kilometer entfernten Schlanstedt, Sachsen-Anhalt. Das international tätige Unternehmen entwickelt, produziert und vertreibt Saatgut für die Landwirtschaft und Industrie. Derzeit ist Strube in über 35 Ländern aktiv. Zum Kerngeschäft des Pflanzenzüchters gehört die Züchtung von Zuckerrüben und Weizen und die Vermarktung von Sonnenblumen, Kichererbsen und Sojabohnen.
Zur Strube-Unternehmensgruppe gehört auch die Strube Research GmbH & Co. KG, die die Aktivitäten der Forschung und Entwicklung von Strube D&S konzentriert zusammenfasst. Mit Strube Research ist das Unternehmen Mitglied im Bundesverband Deutscher Pflanzenzüchter e.V. sowie Mitbegründer und Gesellschafter der Saaten-Union.

## Geschichte
1877 begann der Landwirt Friedrich Strube in Schlanstedt, Sachsen-Anhalt, mit der Auslesezüchtung von Zuckerrüben, Erbsen und Weizen. Neben der damals üblichen Auslesezüchtung wandte er als einer der ersten deutschen Züchter auch künstliche Kreuzungen an. Die daraus resultierenden Sorten brachten wesentliche Verbesserungen in der Ertragsleistung, aber auch Standfestigkeit und andere landwirtschaftlich wichtige Eigenschaften gegenüber den bisher auf den Feldern angebauten sogenannten Landsorten.
Friedrich Strube legte damit den Grundstein für das Pflanzenzüchtungsunternehmen. Nach Ende des Zweiten Weltkriegs verlagerte das Unternehmen aufgrund der Enteignung des Stammsitzes in Schlanstedt seinen Sitz in die Schlossdomäne in Schöningen, Niedersachsen. Hier wurde die seit 1877 betriebene Züchtungsarbeit aktiv fortgesetzt. Rund 10 Jahre nach Ende des Krieges kaufte Strube 1957 die stillgelegte Zuckerfabrik in Söllingen, um dort die Züchtungsarbeit auszuweiten. Einige Zeit später verlagerte das Unternehmen seinen Sitz komplett in die ehemalige Zuckerfabrik. Noch heute befindet sich der Hauptsitz des Unternehmens in Söllingen. Nach der Wiedervereinigung Deutschlands konnte das Saatgutunternehmen 1992 Teile des Stammsitzes in Schlanstedt zurückkaufen.

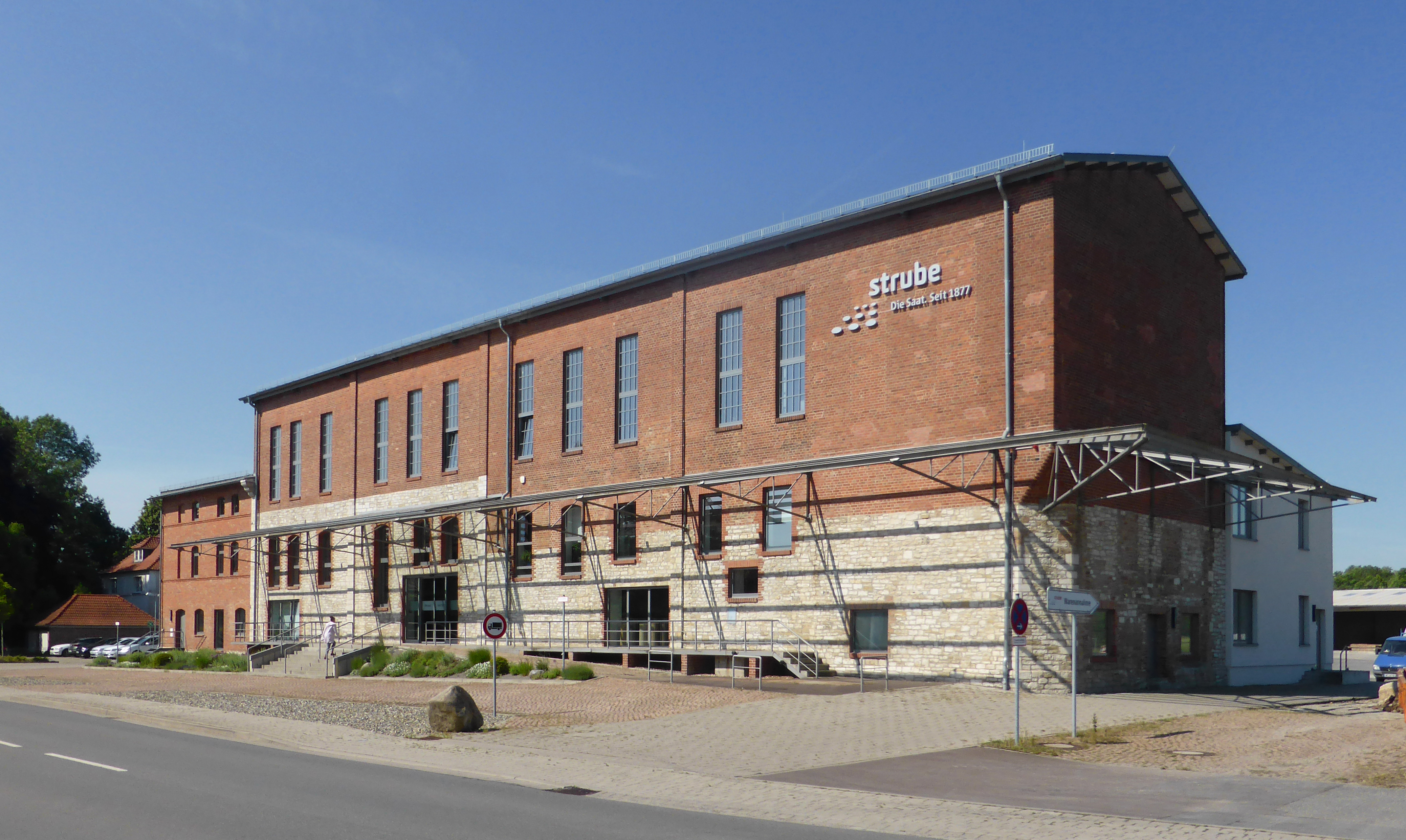
Strubes Firmensitz am Ortseingang in Söllingen. Vor dem Gebäude befinden sich Gewächshäuser, die das Unternehmen zur Züchtung von Zuckerrüben nutzt.

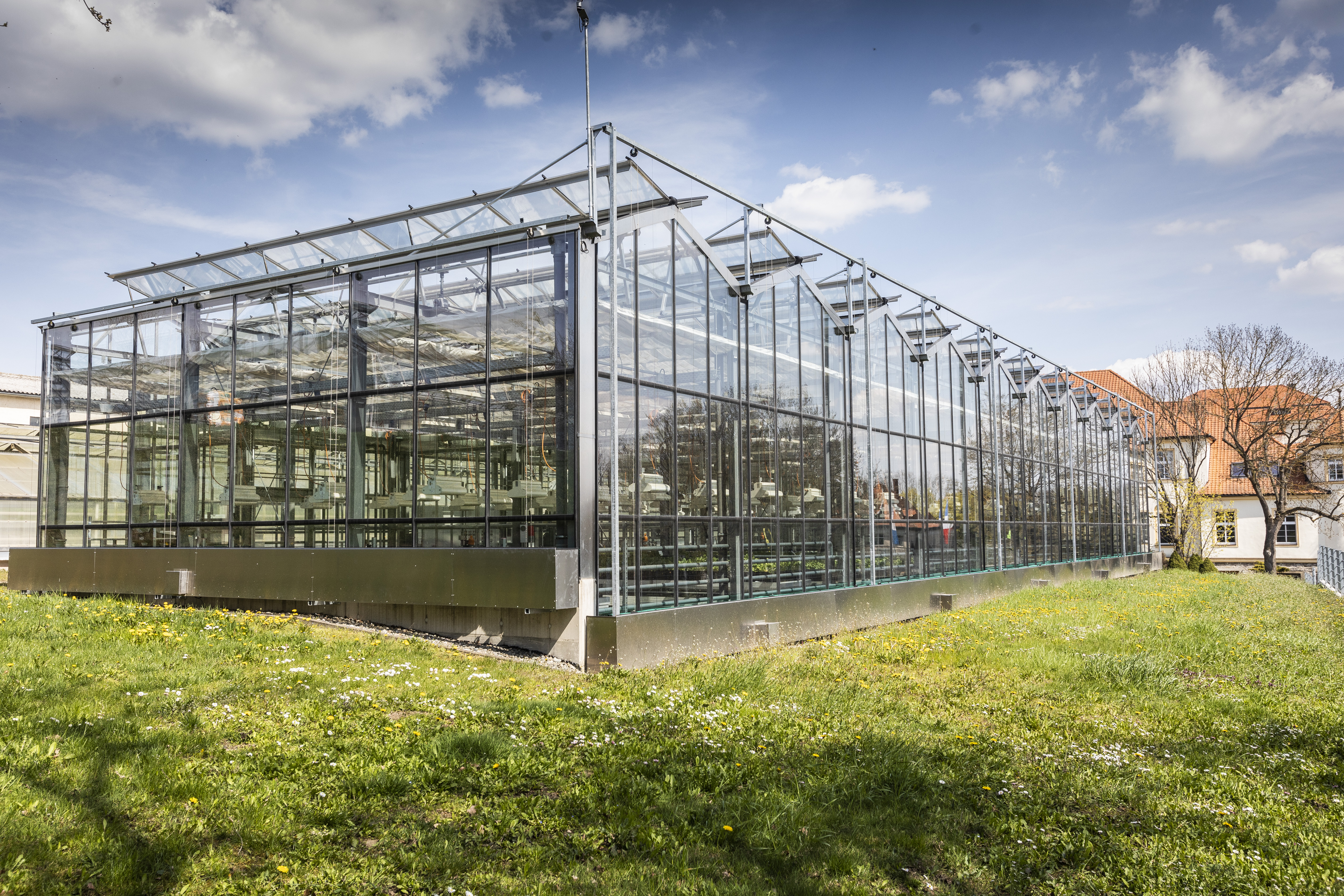
Die Züchtung von Zuckerrüben findet sowohl in Gewächshäusern, als auch auf dem Feld Stadt. Hier zu sehen ist eines der Gewächshäuser in Schlanstedt.

Am 1. April 2018 wurde das bis dato familiengeführte Unternehmen verkauft. Neue Eigentümer sind die Unternehmen Deleplanque & Cie aus Frankreich mit 60 Prozent und SUET Saat- und Erntetechnik aus Eschwege mit 40 Prozent. Die neuen Eigentümer führen seitdem die Aktivitäten von Strube wie zuvor weiter.

## Produkte
Das Unternehmen züchtet die Kulturen Zuckerrübe und Weizen. Zum Produktportfolio gehören darüber hinaus die Fruchtarten Sonnenblume, Kichererbse und Sojabohnen. Die Sorten werden weltweit direkt oder über Tochtergesellschaften, Repräsentanzen sowie Handelsvertreter vertrieben.

## Forschung und Entwicklung
Die Strube Research GmbH & Co. KG, zugehörig zur Strube-Unternehmensgruppe, fasst die Aktivitäten der Forschung und Entwicklung von Strube D&S konzentriert zusammen. Mithilfe von Methoden klassischer Züchtung und Pflanzenbiotechnologie entwickelt und vermehrt Strube Research Sorten der Fruchtarten Zuckerrübe und Weizen. Genutzt werden dabei unter anderem Doppelhaploiden-Produktion, Entwicklung und Anwendung molekularer Marker, genetische Kartierungen und Assoziationsanalysen, Sequenzanalysen sowie Proteinanalytik.
Das Unternehmen arbeitet in verschiedenen Kooperationen mit unterschiedlichen Partnern, wie Universitäten und Instituten, zusammen und beteiligt sich an zahlreichen Forschungsarbeiten und Fachartikeln zu den Fruchtarten Zuckerrübe und Weizen.
So entwickelt das Unternehmen u. a. gemeinsam mit dem Austrian Institute of Technology (AIT), dem Agrana Research & Innovation Center und dem Leibniz-Institut für Pflanzengenetik und Kulturpflanzenforschung (IPK) molekulare Marker zur Charakterisierung der Lagerfähigkeit von Zuckerrübensorten. Auch beteiligt Strube sich aktuell an den Untersuchungen des Julius Kühn-Instituts – Bundesforschungsinstitut für Kulturpflanzen zum Thema Pflanzenschutz: mit der Beteiligung an „GetreideProtekt“ sollen Strategien zum Schutz von Getreide vor klimabedingt zunehmenden Pilzkrankheiten entwickelt werden.